# Jean-Jacques Dony

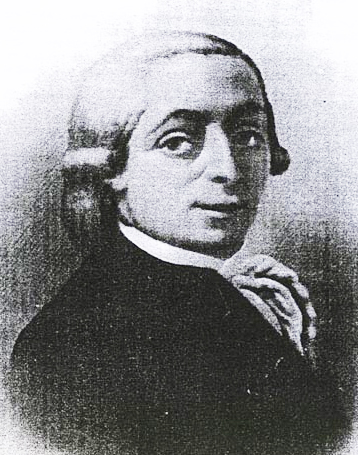
Jean-Jacques Daniel Dony

Jean-Jacques Daniel Dony (* 24. Februar 1759 in Lüttich; † 6. November 1819 ebenda) war ein Unternehmer und Erfinder, der erstmals reines  metallisches Zink  durch Verdampfen von Galmei herstellen konnte. 

## Leben und Wirken
Der Sohn des Transportunternehmers Jacques Lambert Joseph Dony und der Anne Catherine geb. Rampton wurde zunächst darauf vorbereitet, das Transportgeschäft seines Vaters zu erben und zu führen. Zugleich beschäftigte er sich in seiner Jugendzeit mit spirituellem Gedankengut, wurde 1778 Mitglied im Laienkanon des Kollegiums Sainte-Croix und wegen seiner christlichen Einstellung als „Abbé“ bezeichnet, ohne wirklich eine kirchliche Laufbahn absolviert zu haben.
Donys Hauptleidenschaft jedoch war das Experimentieren mit chemischen Substanzen und ihren Eigenschaften. Er verbrachte die meisten Stunden in seinem eigenen Chemielabor, welches er sich mit zwanzig Jahren aufgebaut hatte. Im Jahr 1784 wurde er in der Gelehrtengesellschaft „Société d'émulation“ aufgenommen und kam in Kontakt unter anderem mit dem Physiker François Laurent Villette (1729–1809) und dem studierten Pharmazeuten und späteren Künstler Henric Joseph Delloye (1752–1810). Durch sie wurde Dony auf die Einsatzmöglichkeiten des Galmeis aufmerksam gemacht und er beantragte beim Präfekten des Ourthe-Départements die Schürfrechte für die Galmeiminen des „Alten Berges“ im heutigen Kelmis, wo bereits seit dem 15. Jahrhundert Zinkspat gewonnen wurde, und erhielt am 17. Dezember 1805 die Genehmigung der Präfektur, die von Napoléon Bonaparte per Dekret vom 24. März 1806 bestätigt wurde. Ein Jahr später richtete sich Dony eine Zinkfabrik in Saint-Léonard bei Lüttich ein, wo er vorerst nach bisher geläufigen Methoden produzierte und der Überlieferung nach Napoléon als Dank für die Konzession mit einer Zinkbadewanne beschenkte, die dieser dann auf seinen Russlandfeldzügen mitgeführt hatte und die heutzutage im „Haus der Metallurgie und Industrie“ in Lüttich ausgestellt ist. 

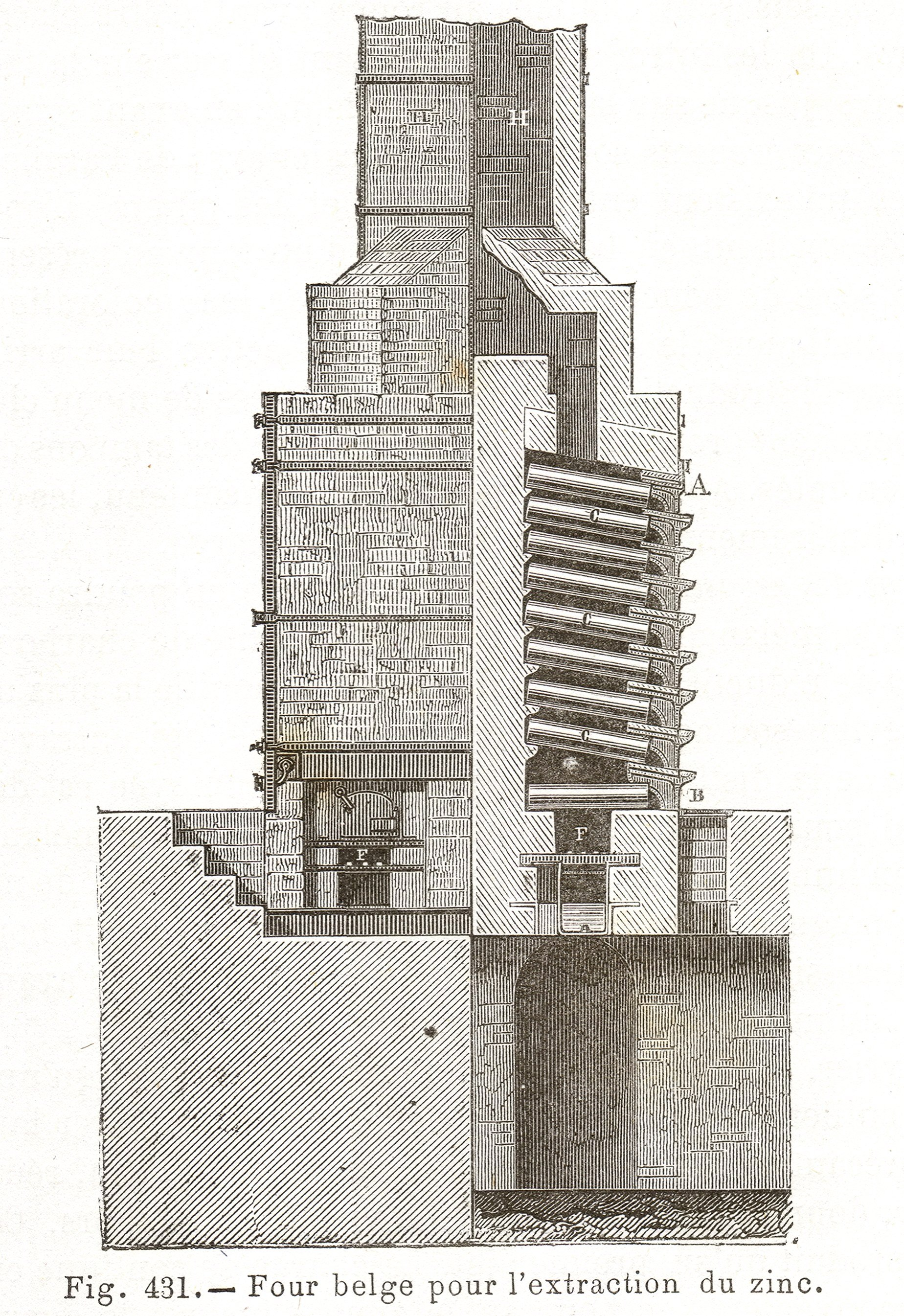
Zinkreduktionsofen

In den Folgejahren beschäftigte Dony sich verstärkt mit Experimenten zur Optimierung der Zinkgewinnung und entwickelte dazu einen speziellen Reduktionsofen. In diesem geschlossenen, fast sauerstofflosen Ofen wurde das Zinkspat enthaltende Gestein derart erhitzt, dass das dadurch herausgelöste Zink zunächst gasförmig nach oben stieg, dabei abkühlte und sich verflüssigte. Diese tropfende Masse konnte nun von mehreren schräg montierten Platten aufgefangen und in eine Wanne geleitet werden, wo sie zu einem hochgradig reinen Zinkklumpen erstarrte. Das relativ leichte aber trotzdem stabile Material konnte anschließend in weiteren Arbeitsgängen entweder zu Platten ausgewalzt oder mit Hilfe von Pressen oder Matrizen unter Zuführung von Wärme geformt werden. Dony stellte dieses neue und wirtschaftlichere Zinkherstellungsverfahren am 1. Oktober 1809 offiziell vor und erhielt daraufhin per kaiserlichen Erlass von Napoléon am 19. Januar 1810 ein 15-jähriges Patent auf seine Erfindung. Noch im gleichen Jahr schaffte er für seine Lütticher Fabrik fünf dieser neuen Reduktionsöfen an und richtete darüber hinaus im Jahr 1812 im Lütticher Stadtteil Angleur ein zusätzliches Walzwerk ein. Um auf die Produkte aus seinem neuen Verfahren aufmerksam zu machen, stattete er unter anderem die Kirche St. Barthélemy in Lüttich mit einem neuen Zinkdach aus. 
Doch sowohl die Modernisierung seiner Fabrik in Saint-Léonard und der Ausbau seiner Mine in Kelmis als auch die Gründung des Walzwerkes in Angleur sowie schlechtes Marketing führten dazu, dass Dony finanziell überfordert war. Er machte daraufhin seinen Buchhalter Hector Chaulet zum Partner und firmierte sein Unternehmen fortan unter „Dony et Compagnie“. Mit dem beginnenden Zusammenbruch des französischen Reiches und dem damit völlig am Boden liegenden Zinkmarkt, wodurch Donys auf gigantischen Zinkvorräten sitzen blieb und mehr als 80 % der Produktion einlagern musste, war die Insolvenz nicht mehr aufzuhalten. Am 25. April 1813 erwarb schließlich der Brüsseler Bankier François-Dominique Mosselman das am Boden liegende Unternehmen für einen Schrottpreis. Wenige Jahre später verstarb Dony in völliger Armut, wobei seine Witwe und sein Sohn von Mosselman jährliche Zinsen erhielten.
Mosselman selbst gründete 1837 in dem seit 1815 unabhängigen und neutralen Kleinstaat Neutral-Moresnet das Unternehmen Société Anonyme des Mines et Fonderies de Zinc de la Vieille-Montagne, in dem die Fabriken, Minen, Anteile und Konzessionen von „Dony et Compagnie“ eingeflossen waren und das sich in den Folgejahrzehnten zu einem erfolgreichen Weltunternehmen entwickelte. 1989 wurde es in die Union Minière-Gruppe integriert und 2001 in „Umicore“ umfirmiert, dessen Zinkverarbeitungssparte 2007 an Nyrstar weiterverkauft wurde.